# Petah Tikva
Petah Tikva (héberül: פתח תקוה jelentése: a reménység kapuja, arabul: بتاح تكفا Batah Takaffa) város Izraelben, Tel-Aviv központjától kb. 10 km-re keletre. Lakossága 225 ezer fő volt 2014-ben, mellyel az ország egyik legnagyobb települése.
Gyorsan fejlődő város. Gazdaságának alapja az ipar, azon belül az élelmiszer-, fa-, fém- és gyógyszeripar.

## Történelem
1878-ban jött létre, mint mosav, mezőgazdasági település. Első lakói a jeruzsálemi óvárosból idetelepült ortodox zsidók voltak. A városalapítás azonban nehézségekbe ütközött. Először a malária söpört végig a lakosságon, majd a szomszédos arab falvak ellenséges támadásaival kellett megküzdeniük az újonnan érkezetteknek. Egy időre ki is ürült a terület, csak a mocsarak lecsapolása után tértek ide vissza.
1937-ben nyilvánították várossá.

## Népesség

### Népességének változása
| Lakosok száma | 21 879 | 45 400 | 66 600 | 87 200 | 117 000 | 132 100 | 151 327 | 172 600 | 211 100 | 244 300 |
|               | 1948   | 1956   | 1964   | 1971   | 1979    | 1987    | 1995    | 2002    | 2010    | 2018    |

## A város szülöttei
- Gal Alberman (* 1983), focista.
- Gila Almagor (* 1939), író, színész.
- Ruth Almog (* 1936),
- Uri Avner (1941–2014),
- Chanoch Bartow (* 1926), író.
- Jossi Beilin (* 1948), miniszter.
- Tal Burstein (* 1980), kosaras.
- Israel Finkelstein (* 1949), archeológus.
- Ávrám Grant (* 1955), labdarúgó-edző.
- Dror Kashtan (* 1944), focista és edző.
- Dov Khenin (* 1958), politikus.
- Yehuda Levi (* 1979), színész, zenész.
- Uri Orbach (1960–2015), politikus.
- Rámí Szaarí (* 1963), költő, műfordító.
- Idan Tal (* 1975), focista.
- Amotz Zahavi (* 1928),
- Michael Zandberg (* 1980), focista.
- Gal Gadot (*1985), színésznő, modell.

## Fordítás
- Ez a szócikk részben vagy egészben  a   Petah Tikwa című német Wikipédia-szócikk fordításán alapul.  Az eredeti cikk szerkesztőit annak laptörténete sorolja fel. Ez a jelzés csupán a megfogalmazás eredetét és a szerzői jogokat jelzi, nem szolgál a cikkben szereplő információk forrásmegjelöléseként.